# Пиперево
Пипере́во (болг. Пиперево) — село в Кюстендильській області Болгарії. Входить до складу общини Дупниця.

## Населення
За даними перепису населення 2011 року у селі проживали 185 осіб, усі — болгари.
Розподіл населення за віком у 2011 році:
Динаміка населення: